# Digitaler Solidaritätsfonds
Der Digitale Solidaritätsfonds ist ein Projekt des Präsidenten von Senegal, das ein bedeutendes Gesprächsthema beim Weltgipfel zur Informationsgesellschaft (WSIS) in Genf 2003 war.
Damit solle die so genannte Digitale Spaltung überwunden werden. Ähnliche Visionen entwirft die Global Marshall Plan Initiative.
Nur wenige Regierungen zeigten sich gewillt, für einen solchen Fonds einzuzahlen.
Zu den Kritikern dieser Konzepte gehört der Förderverein für eine Freie Informationelle Infrastruktur (FFII), der anführte, dass strukturelle Probleme zugunsten eines Almosens unter den Tisch gekehrt werden. Finanzielle Mittel von Industrieländern zu fordern, unterminiere eigene Verantwortlichkeit der Entwicklungsländer und sei nicht geeignet die strukturellen Probleme zu lösen.
Ein amerikanischer Vertreter hatte durch seine Bemerkung provoziert, es gebe auch keine Mercedesspaltung. Die These der Digitalen Spaltung sei als absurd zu verwerfen.
Im März 2005 wurde der Digitale Solidaritätsfonds schließlich ins Leben gerufen, wenn auch nur auf freiwilliger Basis. Als Vorbild dient das "Genfer Prinzip": Jede Firma, die an die Stadt Computer, Netzwerke, Telefone und andere Waren und Dienstleistungen liefert, die irgendetwas mit Telekommunikation zu tun haben, verpflichtet sich, ein Prozent der Auftragssumme in diesen Fonds einzuzahlen.